# Seznam pokémonů 9. generace
9. generace Pokémonů (Paldea) obsahuje 120 pokémonů, od čísla 906 (Sprigatito) po číslo 1025 (Pecharunt). Startovními pokémony jsou Sprigatito, Quaxly a Fuescoco. Legendárními pokémony jsou Miraidon (pokémon z budoucnosti) a Koraidon (pokémon z minulosti). Generace se poprvé objevila ve hře Pokémon Scarlet a Violet.

## Seznam
- Sprigatito
- Floragato
- Meowscarada
- Fuecoco
- Crocalor
- Skeledirge
- Quaxly
- Quaxwell
- Quaquaval
- Lechonk
- Oinkologne
- Tarountula
- Spidops
- Nymble
- Lokix
- Pawmi
- Pawmo
- Pawmot
- Tandemaus
- Maushold
- Fidough
- Dachsbun
- Smoliv
- Dolliv
- Arboliva
- Squawkabilly
- Nacli
- Naclstack
- Garganacl
- Charcadet
- Armarouge
- Ceruledge
- Tadbulb
- Bellibolt
- Wattrel
- Kilowattrel
- Maschiff
- Mabosstiff
- Shroodle
- Grafaiai
- Bramblin
- Brambleghast
- Toedscool
- Toedscruel
- Klawf
- Capsakid
- Scovillain
- Rellor
- Rabsca
- Flittle
- Espathra
- Tinkatink
- Tinkatuff
- Tinkaton
- Wiglett
- Wugtrio
- Bombirdier
- Finizen
- Palafin
- Varoom
- Revavroom
- Cyclizar
- Orthworm
- Glimmet
- Glimmora
- Greavard
- Houndstone
- Flamigo
- Cetoddle
- Cetitan
- Veluza
- Dondozo
- Tatsugiri
- Annihilape
- Clodsire
- Farigiraf
- Dudunsparce
- Kingambit
- Great Tusk
- Scream Tail
- Brute Bonnet
- Flutter Mane
- Slither Wing
- Sandy Shocks
- Iron Treads
- Iron Bundle
- Iron Hands
- Iron Jugulis
- Iron Moth
- Iron Thorns
- Frigibax
- Arctibax
- Baxcalibur
- Gimmighoul
- Gholdengo
- Wo-Chien
- Chien-Pao
- Ting-Lu
- Chi-Yu
- Roaring Moon
- Iron Valiant
- Koraidon
- Miraidon
- Walking Wake
- Iron Leaves
- Dipplin
- Poltchageist
- Sinistcha
- Okidogi
- Munkidori
- Fezandipiti
- Ogerpon
- Archaludon
- Hydrapple
- Gouging Fire
- Raging Bolt
- Iron Boulder
- Iron Crown
- Terapagos
- Pecharunt